# 芬奇利路站
芬奇利路站（英語：Finchley Road tube station）是英國倫敦地鐵的跨月台轉車站，位於北倫敦卡姆登區芬奇利路。芬奇利路站是朱比利線的車站，位於倫敦第2收費區。車站開通於1879年6月30日。

## 車站結構
| 大廳   | 穿堂層                                      | 地面出入口、自動售票機、驗票閘門                           |                                                            |
| 月台层 | 1號月台                                     | 大都會線 往阿默捨姆/沃特福德/切捨姆/阿克斯橋（溫布利公園） | 大都會線 往阿默捨姆/沃特福德/切捨姆/阿克斯橋（溫布利公園） |
| 月台层 | 岛式站台 ，大都會線右側開門，銀禧線左側開門 |                                                            |                                                            |
| 月台层 | 2號月台                                     | 往史丹摩 （西漢普斯特德）                                  |                                                            |
| 月台层 | 3號月台                                     | 往斯特拉福德 （瑞士屋）                                    |                                                            |
| 月台层 | 島式站台，大都會線右側開門，銀禧線左側開門  |                                                            |                                                            |
| 月台层 | 4號月台                                     | 大都會線 往阿爾德門 （貝克街）                             |                                                            |

## 外部連結
- London Transport Museum Photographic Archive （页面存档备份，存于）
  - Finchley Road station, 1910
  - Finchley Road station, Finchley Road entrance, 1933
  - Ticket hall, 1934
  - View of platforms, 1964
  - Finchley Road station, 2001
- . railwayarchive.org.uk.   [2016-02-29]. （原始内容存档于2007-09-28）.